# جفری رینر
جفری رینر (انگلیسی: Jeffrey Reiner؛ زادهٔ ) یک کارگردان اهل ایالات متحده آمریکا است. وی از سال ۱۹۸۷ میلادی تاکنون مشغول فعالیت بوده‌است.